# Rudi Istenič
Rudi Istenič (Colônia, 10 de janeiro de 1971) é um ex-futebolista esloveno nascido na Alemanha e que jogava como meio-campo.

## Carreira
Rudi Istenič se profissionalizou no SV Straelen.

## Seleção
Rudi Istenič representou a Seleção Eslovena de Futebol na Eurocopa de 2000.